# Radkov (Jihlava)
Radkov é uma comuna checa localizada na região de Vysočina, distrito de Jihlava.